# Грузберг Семен Борисович

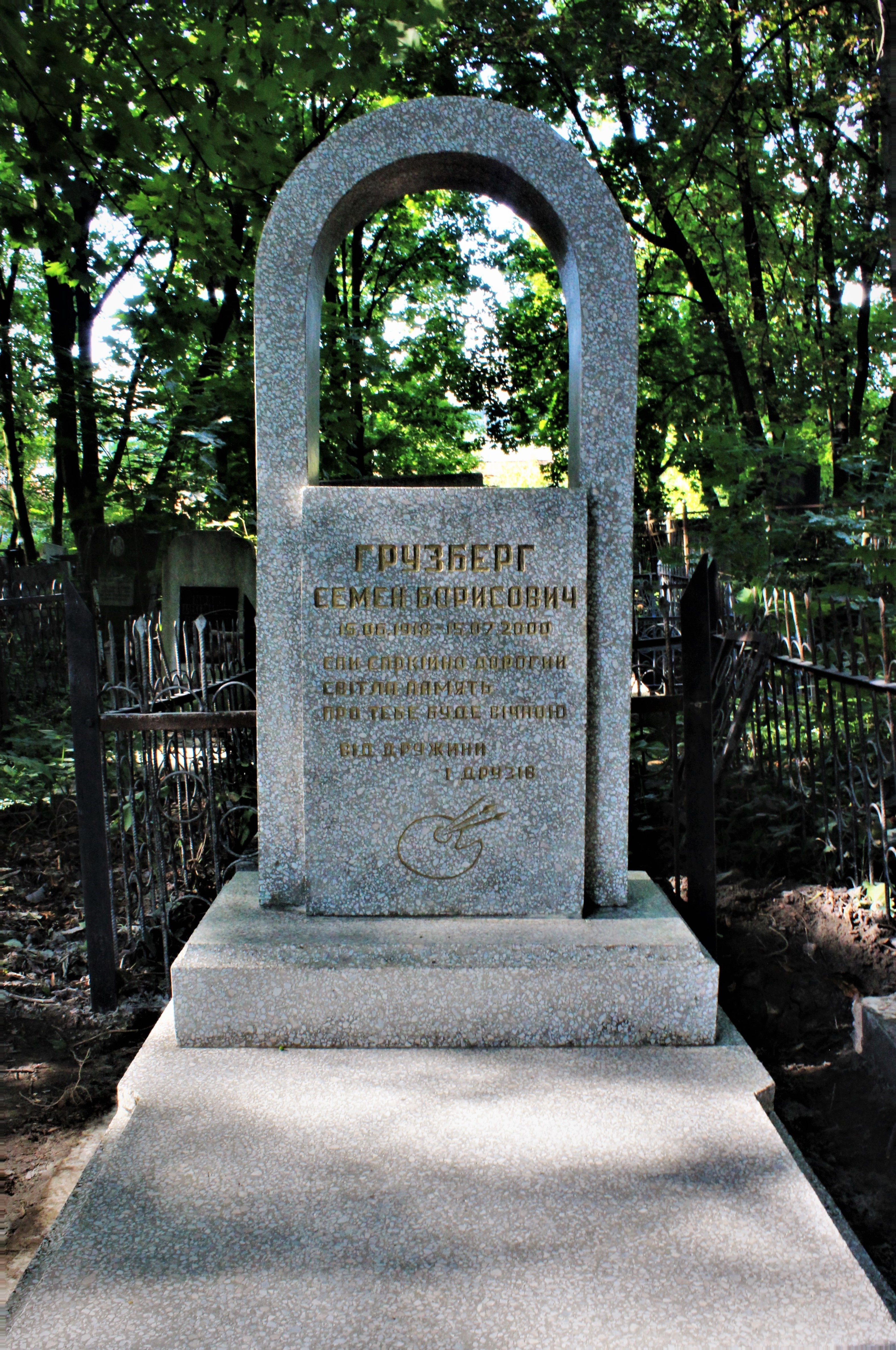
Пам'ятник на могилі художника С. Б. Грузберга.

Семе́н Бори́сович Гру́зберг (15 червня 1918, Кам'янець-Подільський — 15 липня 2000, Львів) — український графік.

## Життєпис
У 1933—1935 роках навчався в Київському художньому технікумі, у 1936—1940 роках — у Харківському художньому інституті.
Жив і працював у Львові.
Під час війни з німцями жив у Львові за фальшивим посвідченням на прізвище Грузбенка. Від німецького поліційного патруля його врятували скульптор Євген Дзиндра та колишній вчитель, професор Михайло Козик. Вдячний Грузберг усе життя потім називав Дзиндру своїм кровним братом , а на вшанування Козика намалював його портрет, котрий виставлявся й на відзначенні ЮНЕСКО 100-річчя з дня народження Михайла Якимовича.
Проживав у Львові за адресою : вулиця М.Драгоманова ,будинок 6.
Помер у Львові, похований на Янівському цвинтарі (поле 4 ,єврейська дільниця)..У серпні 2024 року могила була відремонтована  за сприяння БФ "Про память".Ремонт та благоустрій могили здійснила львівська ритуальна агенція “DOLOREM”.

## Твори
- «Художник В. Форостецький» (1945).
- «Ярослав Галан» (1951).
- «Т. Шевченко» (1964).

- «Портрет М. Л. Кропивницького» (1967).
- «Художник Г. С. Меліхов» (1980—1981).
- «Письменник Шолом-Алейхем» (1990).
- «Автопортрет» (1991).
- Пейзажі:
  - «Дзвіниця Вірменського Миколаївського собору 15—18 ст.» (1991),
  - «Гурзуф. Білий камінь» (1992).